# Крошнозеро (озеро)
Крошнозеро — (карел. Nuosjärvi) — озеро в південній частині (Пряжинський район) Республіки Карелія.

## Загальний опис
Озеро витягнуте із північного заходу на південний схід. Береги валунно-галечні. У північній частині озера виступають глини, у південній частині берега піщані.Котловина льодовикового походження.Озеро має сім приток, основні з них - річки "Холма, Пєтаоя" і струмок, що випливає з озера Шогарві. Біля підніжжя схилу Кошицької гряди знаходиться найбільше і найстійкіше за режимом у Карелії — джерело «Крошнозерське».Гідрокарбонатна, магнієво-кальцієва прісна вода з мінералізацією 90 мг/л., утворює Млиновий струмок, що впадає в Крошнозеро.
Стік через річку Матчелицю в озеро Мікільське. Амплітуда середньорічного коливання рівнів становить 0,7 м.
Близько 85% загальної площі дна покрито сіро-зеленим мулом. У прибережній смузі зустрічаються різні поєднання піску, валунів, глини та руди. Прозорість води 1,5 м.
Літні температури для поверхневого шару 18,6°C, для придонного — 15,6°C. Зимова температура поверхневого шару 0,5°C, придонного — 4°C (на глибині 10 м).
Замерзає в листопаді, скресає в середині травня.
Озеро було водоймою Крошнозерського риборозвідного заводу.

## Флора та фауна
Вища водна рослинність озера представлена у витоку річки Матчелиці заростями очерету.
Іхтіофауна озера представлена плотвою, йоржом, окунем, лящом, судаком, ряпушкою , сигом, щукою і налимом. В уловах переважають плотва (більше 40% середньорічного улову), йорж (20%), окунь (15%), лящ (10%), судак (менше 5%). Ряпушка, сиг, щука і минь становлять близько 10% від загального вилову. Розміри плотви в уловах до 30 см при масі 500 г, середня маса 30 г у віці 5 років. Йорж влітку тримається у північній частині озера в районі витоку річки Матчелиці. Розміри йоржа в уловах в середньому 8 см, зрілості досягає в трирічному віці. Окунь зустрічається скрізь у прибережній зоні. Чисельно переважає дрібний окунь, великий окунь (до 1,0 кг) зустрічається у відкритому озері.Лящ із Крошнозера на нерест проходить річкою Матчелиця в озеро Міккельське. Середня маса ляща в уловах в нерестовий період досягає 500 г. Судак влітку мешкає головним чином у північній частині озера, у віці 5 років досягає розмірів 40 см при масі близько 1,0 кг. Граничний вік - 20 років при довжині до 85 см, і масі до 8,5 кг. Ряпушка поширена повсюдно, при середній довжині 12 см і масі 20 г. Щука поширена в заростях, при середній довжині 50 см.

## Панорама

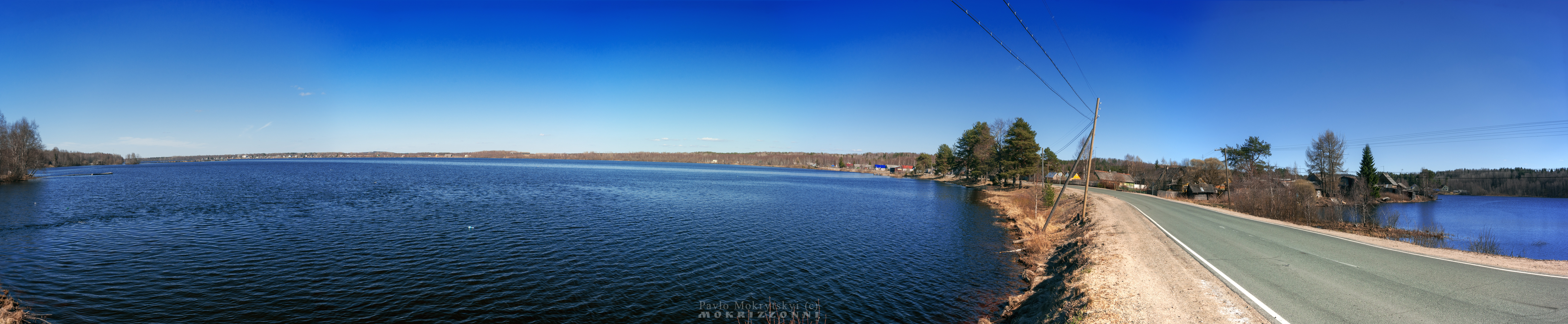
Панорама озера від дамби в центрі с.Крошнозеро